# Ourisia
Ourisia é um género botânico pertencente à família Plantaginaceae. Tradicionalmente este gênero era classificado na família das Scrophulariaceae.

## Espécies
Composto por 59 espécies:
- Ourisia alpina
- Ourisia antartica
- Ourisia biflora
- Ourisia breviflora
- Ourisia californica
- Ourisia calycina
- Ourisia caespitosa
- Ourisia chamaedrifolia
- Ourisia coccinea
- Ourisia cockayniana
- Ourisia colensoi
- Ourisia confertifolia
- Ourisia crosbyi
- Ourisia elegans
- Ourisia elegatis
- Ourisia fragrans
- Ourisia fuegiana
- Ourisia fuegina
- Ourisia glabra
- Ourisia glandulosa
- Ourisia goulandiana
- Ourisia integrifolia
- Ourisia lactea
- Ourisia macphersonii
- Ourisia macrocarpa
- Ourisia macrophylla
- Ourisia magellanica
- Ourisia melospermoides
- Ourisia melospernoides
- Ourisia microphylla
- Ourisia modesta
- Ourisia montana
- Ourisia muscosa
- Ourisia nana
- Ourisia pallens
- Ourisia pearcei
- Ourisia pinnata
- Ourisia polyantha
- Ourisia poeppigii
- Ourisia pratioides
- Ourisia prorepens
- Ourisia pulchella
- Ourisia pygmaea
- Ourisia racemosa
- Ourisia rancoana
- Ourisia remotifolia
- Ourisia robusta
- Ourisia rosea
- Ourisia ruelleodes
- Ourisia ruelloides
- Ourisia rupicola
- Ourisia serpyllifolia
- Ourisia sessilifolia
- Ourisia simpsonii
- Ourisia spathulata
- Ourisia uniflora
- Ourisia villosa
- Ourisia vulcanica
- Ourisia Hybriden

## Nome e referências
Ourisia Comm. ex Juss.